# Каратобе (городище, Туркестанская область)
Каратобе́ (каз. Қаратөбе) — средневековое городище, расположенное в 0,5 км к востоку от села Каратобе Казыгуртского района Туркестанской области Казахстана.
Представляет собой прямоугольный бугор высотой 10—11 м. Размеры основания — 100×80 м, диаметр верхней площадки — 30—40 м. С юга к бугру примыкает трапециевидная площадка высотой 2—3 м, отделённая от него рвом шириной 5—6 м.
Городище открыто и обследовано в 1982 году археологической экспедицией Чимкентского педагогического института. На территории бугра обнаружены фрагменты керамической посуды: кувшинов, горшков, блюд и т. д., в том числе поливная керамика X—XVI веков. Площадка рядом с городищем предназначалась для захоронений.
Население занималось земледелием и скотоводством.